# Рој Фокер
Рој Фокер (Roy Focker у Макросу, односно  у Роботеку) је лик из јапанских научно-фантастичних аниме серија Макрос и њених наставака Макрос: Да ли се сећаш љубави? и Макрос Нула. Рој Фокер је талентован и упоран пилот ловачког авиона, а такође је познат због своје љубави према женама и алкохолу.
Рој је можда добио своје име у част фабрике авиона Фокер и њеном оснивачу Ентонију Фокеру који је направио Фокер E.I, Фокер Др.I и Фокер D.VIII ловце током Првог светског рата. У неким сценама, Рој лети у Фокеру D.VII и даје Хикару (Рик Хантер у Роботеку) један модел као поклон за „брзо оздрављење“.
Боје Ројевог  Валкира су сличне оним на VF-84 Џоли Роџерс јединици које лете на F-14 авионима, који су били основа за Валкире.

## Макрос серијали
У Макросу Нули, Фокер је један од првих тест-пилота на развоју променљивих ловаца за УН снаге. 2008. је размештен са својом ескадрилом Лобања на носач авиона Асука II у јужном Пацифику и лети ВФ-0 у борби против СВ-51 ловаца Анти-УН снага. Посао урађен на ВФ-О је помогаоо развоју ВФ-1 Валкира.
У Макросу, Фокер није приказан сасвим као заштитнички лик. Упркос томе што је био тутор младом пилоту под именом Хикару Ичијо, он је приказан као пилот који се поклапа са данашњим виђењем пилота из Првог светског рата; он стално пуши и конзумира алкохол и такође је у друштву жена, стално изазивајући смрт. Када није на некој важној мисији, ужива до максимума у животу. Он је био у вези са Клаудијом Ле Сал (Клаудија Грант у Роботеку), официром на мосту Макроса.
Рој умире у 18. епизоди (Pineapple Salad, односно  у Роботеку), од рана задобијених док је бранио супердимензионалну тврђаву Макрос од одреда Милије Фалино (Мирија Парино у Роботеку).
У Макрос:Да ли се сећаш љубави? (филмске верзије телевизијске серије који се сам третира као „историјски“ филм у измишљеном Макрос универзуму), Рој умире на броду ванземаљских Зентраеда, док се бори са Квамзином Кравшером (Кајрон у Роботеку). Он се жртвовао да би омогућио Хикаруу и Миси Хајасе (Лиса Хејз) да побегну.

## Роботек адаптација
У Роботек адаптацији серије Макрос из 1985, Ројев приказ је ублажен за америчку публику од стране продуцента Карла Мацека. Он је задржао оригинално име, али је оно сада написано као Roy Fokker. Његова основна личност је слична у обе серије, док је разлика само у детаљима.
Ројев отац, Ден Фокер, био је колега из ескадриле и близак пријатељ Мичела Хантера током последњих година Вијетнамског рата. Ден је касније убијен у тајној мисији америчке морнарице, а Мичел Хантер је преузео старатељство над Ројем. Од тада, Рој је одрастао са Хантером и његовим сином Риком и летео за Мичеловом летећем циркусу.
Рој је био главни тест-пилот програма VF-1 и као потенцијални симбол Уједињене земаљске владе (УН владе из Макроса) био је мета неколико покушаја убиства од стране Антиујединитељског покрета, укључујући најмање две заседе током тест-летова YF-1. Преживео је оба покушаја убиства, укључујући и пад његовог прототипа Валкира док га је тестирао у облику Гардијана (знаног као Гервалк у Макросу).
Након ове несреће, програм Валкир је званично укинут у корист програма Ескалибур, пројекта развијања Дестроида (ходајућих робота/тенкова); ипак, отмица носача авиона Армор 1 (ARMD-01 у Макросу) му је дала прилику да докаже вредност Валкира једном заувек; он је узлетео упркос наређењима капетана Хенрија Гловала (Бруно Глобал у Макросу) користећи први произведени модел VF-1 и окончао је претњу по SDF-1, уништивши мост отетог носача и обарајући рефлекс пројектиле који су били испаљени на острво Макрос (Јужна Атарија у Макросу).